# 劇団イヌカレー
劇団イヌカレー（げきだんイヌカレー）は、日本の2人組アニメーション作家ユニット。2白犬（にしろいぬ）と泥犬（どろいぬ）の2名によって構成される。

## 概要
作品を公表（主として放映）するにあたっては「公演」という表現を用いる。作品制作にはコラージュ手法を多用し、同時代の日本製商業アニメーションの中にあって極めて個性的な世界観を創出する。可愛いデザインやキャラクターをベースに、幻想的で、不気味さ（グロテスク等）を具えた絵柄および映像表現を持ち味としている。
2007年、楽曲『ユニバース』のオリジナルアニメーションショートフィルムでユニットデビュー。
2008年発売のOAD『獄・さよなら絶望先生』のオープニングアニメーションを製作し、以後は主としてアニメーション制作会社「シャフト」が手掛けるアニメーション製作に関わっている。

## 作品

### テレビアニメ
2007年
- 天元突破グレンラガン（2白犬：動物設定協力〈第3話〉、劇団イヌカレー：ニア回想パート・サブタイトル〈第11話〉）

2009年
- まりあ†ほりっく（エンディングアニメーション）
- 化物語（公演〈第1話、第5話、第7話、第11話、第15話〉）
- 【懺・】さよなら絶望先生（公演〈第8話Cパート〉）

2011年
- 魔法少女まどか☆マギカ（異空間設計、原画）
- うさぎドロップ（エンディングアニメーション）
- ひだまりスケッチ×SP（カウントリーダー）

2012年
- 偽物語（カレンダー・デザイン）

2013年
- 〈物語〉シリーズ セカンドシーズン（カレンダー・デザイン）

2014年
- ニセコイ（泥犬：エンディングアニメーション・ディレクター）

2018年
- Fate/EXTRA Last Encore（泥犬：第三階層デザイン、背景）

2020年
- マギアレコード 魔法少女まどか☆マギカ外伝 1st SEASON（泥犬：総監督、シリーズ構成、脚本、異空間設計）
- BNA ビー・エヌ・エー（過去パート〈第8話〉）

2021年
- マギアレコード 魔法少女まどか☆マギカ外伝 2nd SEASON -覚醒前夜-（泥犬：総監督、シリーズ構成、脚本、異空間設計） - シリーズ構成は高山カツヒコと共同

2023年
- 魔法使いの嫁SEASON2第2クール（OP演出）

### 劇場版アニメ
- 劇場版 魔法少女まどか☆マギカ [前編] 始まりの物語・[後編] 永遠の物語 （2012年、異空間設計、原画）
- 劇場版 魔法少女まどか☆マギカ [新編] 叛逆の物語（2013年、劇団イヌカレー：異空間設計、泥犬：コンセプチュアル・アートデザイン）
- 打ち上げ花火、下から見るか? 横から見るか? （2017年、泥犬：デザイン協力）
- 劇場版 魔法少女まどか☆マギカ〈ワルプルギスの廻天〉（時期未定、泥犬：異空間設計[2]）

### OVA
- 【獄・】さよなら絶望先生（2008年、オープニングアニメーション）
- 【懺・】さよなら絶望先生 番外地（2009 - 2010年、オープニングアニメーション〈オープニングデチューン〉）

### 漫画
- ポメロメコ - 『ネムキ』、『Nemuki+』（朝日新聞出版）にて連載。

### ゲーム
- LORD of VERMILION Re:2（2012年、カード「SPクリーピィ」イラスト）
- 魔法少女まどか☆マギカ ポータブル（2012年、デザイン協力）
- マギアレコード 魔法少女まどか☆マギカ外伝（2017年 - 、泥犬：魔女・ウワサ・手下監修、ドッペル原案・監修、シナリオ協力[3]）

### 展覧会
- BWHOOM TOKYO （PARCO GALLERY X、2014年、グループ展）
- 月曜美術倶楽部展（MSPC PRODUCT sort KYOTO STORE、2014年、泥犬：アート展）
- 床下展（2016年、泥犬：個展）
- 床下倉庫（2016年、泥犬：個展）
- 劇団イヌカレー ポメロメコ原画展 ハトとネコ。（2017年、原画展）

### その他
- 坂本真綾ミニアルバム『30minutes night flight』のオリジナルアニメ『ユニバース』 （2007年） - オリジナルアニメーションショートフィルム。監督・絵コンテ・演出・原画
- 週刊ヤングジャンプ増刊『アオハルsweet』（2012年） - スペシャルムービー。
- Dormir1stアルバム『Petit March』（2012年） - アートワーク。
- ロックバンド・Plastic Treeのシングル『マイム』 （2014年）・『スロウ』・『落花』（2015年）、アルバム『剥製』（2015年）・『Plastic Tree Tribute〜Transparent Branches〜』（2017年） - 泥犬：ジャケットデザイン他。
- 世界を変える魔法！アルゴリズミ子研究所（NHK Eテレ、2014年、泥犬：アートディレクション）
- 坂本真綾 エッセイ『満腹論』（2015年、イラスト）
- コワイオハナシノクニ（2018年、絵）
- BUMP OF CHICKENの楽曲『Sleep Walking Orchestra』（2024年） - PV内アニメーションパート[4]